# 舍夫琴卡 (利京區)
49°26′50″N 27°52′42″E / 49.44722°N 27.87833°E
舍夫琴卡（烏克蘭語：Шевченка），是烏克蘭的村落，位於該國西南部文尼察州，由文尼察區負責管轄，始建於1564年，面積0.14平方公里，海拔高度279米，2001年人口407，人口密度每平方公里2,970.8人。